# Línea L48 (Maldonado)
La línea L48 es una línea de transporte público, de carácter local, del departamento de Maldonado, Uruguay.

## Ruta
Esta línea posee un recorrido circular, implicando que sale y regresa al mismo destino. En este caso, lo hace a través del barrio Hipódromo de Maldonado.
Barrio Hipódromo, Calle Mayas, Guenoas, Mapuches, Ruta 39, Polo del Este, Policlínica La Asistencial, Av. Batlle y Ordóñez, Bergalli, Rincón, 3 de febrero, 18 de julio, Terminal Maldonado, Av. Roosevelt, Av. J. de Viana, Cont. Av. Lavalleja, Ventura Alegre, Arazá, Ituzaingó, Av. Joaquín de Viana, Av. Roosevelt, Explanada Terminal Maldonado, Av. Roosevelt, Av. Camacho, Dodera, Av. Lavalleja, Av. Batlle y Ordóñez, Ruta 39, Barrio Hipódromo.